# Планица
Планица је алпска долина испод планине Понце у Словенији која је настала деловањем глечера. Лежи на северозападу Словеније у Јулијским Алпима, недалеко од Крањске Горе. Планица је врло позната по скијашким скоковима. Сваке године на Планици се одржава такмичење за Светски куп. Некадашњи светски рекорд држи управо скок у Планици - Бјорн Ејнар Роморен је 2005. скочио 239 m, чиме је постигао светски рекорд у скијашким скоковима. Словенци је зову и „Великанка“. Поред ње стоји и Блоудкова скакаоница, коју је 1936. изградио Станко Блоудек и са које је Аустријанац Сеп Брадл исте године, као први човек у историји извео скок дужине преко 100 m.